# 核内受容体コアクチベーター5
核内受容体コアクチベーター5（NCOA5: nuclear receptor coactivator 5）あるいはCAI（coactivator independent of AF-2 function）は、ヒトのNCOA5遺伝子によってコードされているタンパク質である。

## 機能
NCOA5は、エストロゲン受容体α及びβ並びにオーファン核内受容体Rev-ErbAβの共制御因子である。このタンパク質は細胞核に局在し、コアクチベーターとコリプレッサーの両方の機能を持つと考えられている。上記の受容体における、他の共受容体との相互作用を調節することが知られているAF2ドメインとは、NCOA5を含む核内受容体との相互作用とは関連しない。この遺伝子より産まれた、選択的スプライシングによる2つの転写変異体が発見されている。